# Photoquai
Photoquai est une exposition biennale créée en 2007 par le musée du Quai Branly et consacrée à la photographie non occidentale. La dernière édition a lieu en 2015.

## Historique
Elle se déroule à Paris, quai Branly, en face du musée, à ciel ouvert, en accès gratuit pour le public sur des tirages grands formats, ainsi que dans quelques autres lieux de la ville, et constitue un tremplin pour de nombreux photographes (chaque biennale présente les œuvres de plus d'une quarantaine de photographes),
La cinquième et dernière édition a lieu en 2015, et cette biennale est ensuite interrompue en raison de restrictions budgétaires,.